# Baytown
Baytown és una població dels Estats Units a l'estat de Texas. Segons el cens del 2007 tenia 72.215 habitants.

## Demografia
Segons el cens del 2000, Baytown tenia 66.430 habitants, 23.483 habitatges, i 17.025 famílies. La densitat de població era de 785,6 habitants/km².
Dels 23.483 habitatges en un 39,2% hi vivien nens de menys de 18 anys, en un 52,9% hi vivien parelles casades, en un 14,2% dones solteres, i en un 27,5% no eren unitats familiars. En el 23% dels habitatges hi vivien persones soles el 8% de les quals corresponia a persones de 65 anys o més que vivien soles. El nombre mitjà de persones vivint en cada habitatge era de 2,8 i el nombre mitjà de persones que vivien en cada família era de 3,32.
Per edats la població es repartia de la següent manera: un 30% tenia menys de 18 anys, un 11,2% entre 18 i 24, un 29,4% entre 25 i 44, un 19,5% de 45 a 60 i un 10% 65 anys o més.
L'edat mediana era de 31 anys. Per cada 100 dones de 18 o més anys hi havia 91,4 homes.
La renda mediana per habitatge era de 40.559$ i la renda mediana per família de 45.346$. Els homes tenien una renda mediana de 38.039$ mentre que les dones 25.012$. La renda per capita de la població era de 17.641$. Aproximadament el 13% de les famílies i el 15,5% de la població estaven per davall del llindar de pobresa.

## Poblacions més properes
El següent diagrama mostra les poblacions més properes.

## Personatges notables
- Renée Zellweger. Actriu i productora de cinema.